# Stephos rustadi
Stephos rustadi is een eenoogkreeftjessoort uit de familie van de Stephidae. De wetenschappelijke naam van de soort is voor het eerst geldig gepubliceerd in 1969 door Strömgren.